# Ramon Farrés Puntí
Ramon Farrés Puntí (Manlleu, 14 de maig de 1962) és un poeta, escriptor i traductor català.

## Biografia
Va estudiar el batxillerat al Seminari de Vic amb Segimon Serrallonga i Josep Esteve, membres de l'anomenat Grup de Vic. Va ser el company de la poeta Anna Dodas i membre del consell de redacció de la revista Clot.
Després d'estudiar filologia clàssica a la Universitat de Barcelona, amb Carles Miralles i Jaume Pòrtulas, des del 1988 al 1995 va viure a Berlín, on va treballar com a professor de català i castellà a la Freie Universität, de corresponsal per al diari Avui i de redactor-traductor a la televisió Deutsche Welle TV. Paral·lelament va formar part del consell de redacció de la revista Tranvía i va col·laborar a Lletra de Canvi, Revista de Catalunya i Els Marges, entre d'altres.
Des del 1995 és professor de traducció de l'alemany a la Universitat Autònoma de Barcelona. Actualment viu a Barcelona i forma part del consell de redacció de Quaderns. Revista de Traducció i de Reduccions.
Ha traduït poesia, narrativa, assaig, teatre (en aquest últim àmbit en col·laboració amb Theres Moser) de l'italià, del francès i de l'alemany, d'autors com Dino Buzzati, Jules Verne o Thomas Bernhard. L'any 2016 meresqué el premi PEN Català de Traducció Literària per la seva versió de Correspondència amb Goethe de Bettine von Arnim.
Tant en el seu primer llibre de poemes, Trenta-set poemes en forma de finestra, com en el darrer, El present constant, s'hi percep la influència biogràfica de la poeta Anna Dodas. La poesia de Farrés és austera en la forma i profunda en el sentit. Parteix habitualment d'elements o moments quotidians per indagar en reflexions més complexes, elevades i universals. Sovint, per la voluntat d'explicar-se i respondre's, i pel caràcter biogràfic, els poemes s'amaren d'un deix vinyolià. Afirma sentir-se pròxim a Catul, Kavafis, Drummond de Andrade, Szymborska o el mateix Vinyoli, entre d'altres. També ha conreat l'haiku.

## Obra publicada

### Obra
- Trenta-set poemes en forma de finestra. Barcelona, Vic: Cafè Central, Eumo, 1997.
- Vint dies de febrer i març. Vic: Emboscall, 1999.
- Iste mundus furibundus. Vic: Emboscall, 2001.
- D'un lloc a l'altre. Cabrera de Mar: Galerada, 2004.
- El present constant. Palma: Lleonard Muntaner Editor, 2009.

### Com a editor
- Anna Dodas. El volcà. Barcelona: Edicions 62, 1991. Nova edició: Barcelona: La Busca, 2015[1]
- Bertolt Brecht. Teatre complet IV. Edició codirigida amb Feliu Formosa. Barcelona: Institut del Teatre, 2005.
- Jordi Arbonès & Albert Manent. Epistolari. Lleida: Punctum, 2011.

### Traduccions
- Jules Verne. Cinc setmanes amb globus. Barcelona: La Magrana, 1987.
- Vittorio Silvestrini. Un general petit petit. Barcelona: La Magrana, 1988.
- Dino Buzzati. El secret del Bosc Vell. Barcelona: Lumen, 1991.
- Hermann Ungar. Nens i assassins. Vic: Eumo, 1991. (Nova edició amb la traducció revisada: Palma: Lleonard Muntaner Editor, 2012.)
- Thomas Bernhard. Nou salms. In hora mortis. Barcelona, Vic: Cafè Central, Eumo, 1995.
- Theres Moser. “Schritte / Passos”. Barcelona: Cafè Central, 2000. Col·lecció “Poètiques”. [Reedició: 2009. Col·lecció “Els ulls de Tirèsies”.]
- George Tabori. Les variacions Goldberg. Barcelona: Proa, 2001. [Amb Theres Moser.]
- Alexei Xipenko. Suzuki I i II. Barcelona: Fundació Teatre Lliure, 2001.
- Marius von Mayenburg. Cara de foc. Fundació Teatre Lliure, 2002. [Amb Theres Moser.]
- Bertolt Brecht. Les visions de Simone Machard i L'ascensió d'Arturo Ui. A: Teatre complet IV. Barcelona: Institut del Teatre, 2005.
- Adalbert Reif. Converses amb Hannah Arendt. Palma: Lleonard Muntaner Editor 2006.
- Michael Wallner. Abril a París. Barcelona: Columna, 2006.
- Stefanie Kremser. Postal de Copacabana. Barcelona: Club Editor, 2007.
- Rainer Maria Rilke. Cartes a un poeta jove. Barcelona, Manresa: Angle, 2008.
- Brigitte Oleschinski. Corrent d'esperits. Lleida: Pagès, 2008. [Amb Teresa Pascual i Mireia Vidal-Conte]
- Elfriede Jelinek. Què va passar quan Nora va deixar el seu home o Els pilars de les societats. Tarragona: Arola, 2008. [Amb Theres Moser]
- Paul Maar. Els viatges de l'Olga. Barcelona: Takatuka, 2009.
- Rainer Maria Rilke. Històries del bon Déu. Andorra la Vella: Límits, 2009.
- Eugen Gomringer. 30 constel·lacions i el llibre de les hores. Tortosa: Edicions H. Jenninger, 2009.
- Eugen Gomringer. 30 constelaciones y el libro de las horas. Tortosa: Edicions H. Jenninger, 2009.
- Thomas Bernhard. Sota el ferro de la lluna. Palma: Lleonard Muntaner Editor, 2010.
- Hans Magnus Enzensberger. Brussel·les, el monstre gentil o la tutela d'Europa. Barcelona: Arcàdia, 2012.
- Gerhart Hauptmann. L'heretge de Soana. Martorell: Adesiara, 2012.
- Heinrich Heine. El pobre Peter. Sant Cugat del Vallès: Símbol, 2013.
- Ernst Haffner. La banda de Berlín. Germans de sang. Barcelona: La Campana, 2015.
- Stefan Zweig. Magalhaes. L'home i la seva gesta. Navona, 2019.
- Stefan Zweig. Vint-i-quatre hores a la vida d'una dona. Lleonard Muntaner editor, 2023.
- Stefan Zweig. Maria Antonieta. La Segona Perifèria, 2023. Premi Aurora Bertrana 2024[2]

### Traduccions per a l'escena
- Klaus Geitel. Ai, Malvina. Gran Teatre del Liceu de Barcelona, 1993.
- Werner Schwab. Les presidentes. Festival Grec de Barcelona, 1998. [Amb Theres Moser.]
- Rainer Werner Fassbinder. Por, menjar-se ànima. Festival Grec de Barcelona, 2000. [Amb Theres Moser.]
- George Tabori. Les variacions Goldberg. Teatre Nacional de Catalunya, 2001. [Amb Theres Moser.]
- Marius von Mayenburg. Cara de foc. Festival de Teatre de Sitges, 2002. [Amb Theres Moser.]
- Lutz Hübner. El cor d'un boxejador. Teatre Regina de Barcelona. [Amb Theres Moser.]
- Falk Richter. Electronic City. Sala Beckett de Barcelona, 2006. [Amb Theres Moser.]
- Peter Turrini. Josep i Maria. Festival Temporada Alta de Girona, 2007. [Amb Theres Moser.]
- Elfriede Jelinek. Què va passar quan Nora va deixar el seu home o Els pilars de les societats. Teatre Bartrina de Reus i Teatre Nacional de Catalunya, 2008. [Amb Theres Moser.]
- Händl Klaus. (Salvatges) Home d'ulls tristos. Sala Beckett de Barcelona, 2010.